# Mark Napier (artiste)
Pour l’article homonyme, voir Mark Napier.
Mark Napier est né en 1961 à Springfield dans le New Jersey.
Pionnier du Net.art aux États-Unis, il est connu pour créer des illustrations interactives en ligne, défiant les définitions traditionnelles de l’art. Formé comme peintre, Napier travaille ensuite comme un programmeur autodidacte aux marchés financiers de New York jusqu’en 1995, jusqu’à ce qu’un ami lui présente le Web.
Avec Levi Asher, Napier collabore sur son premier site Web et a commencé plusieurs expériences comme l’hypertexte dans lequel il a exploré et crée du sens avec des juxtapositions et des symboles propres à la culture pop.
Mark Napier combine, recycle afin de donner à voir autrement et provoquer une prise de conscience de l’homme.
Il utilise le code informatique pour détourner les images et contrer les formats standards.
«Les médias modèlent notre existence». 
L’artiste considère qu’internet a une grande influence sur nos vies, notre manière de vivre ensemble.

## Œuvres principales
- Série sur la star Pamela Anderson: PAM Standing (2009) et PAM Draft 1 (2008)
- The Cyclops Series (2006)
- KK3-1 (2005)
- Solid
- net.flag (2002)
- Black & White
- Feed (2001)
- ©Bots (2000)
- Riot (1999)
- The shredder (1998)
- Digital Landfill
- D-machine